# Мастрильс
Мастрильс (нем. Mastrils) — деревня и бывшая коммуна в Швейцарии, в кантоне Граубюнден. 
До 2007 года имела статус отдельной коммуны. 1 января 2008 года объединена с коммуной Игис в новую коммуну Ландкварт. Входит в состав региона Ландкварт (до 2015 года входила в округ Ландкварт).
Население составляет 540 человек (на 1 января 2007 года). Официальный код  —  3943.